# Ridderorden in Koeweit
De Emir, koning, van Koeweit heeft een keten, vier ridderorden en andere onderscheidingen ingesteld.
- De Keten van Mubarak de Grote
- De Orde van Koeweit
- De Orde van de Bevrijding
- De Orde van de Nationale Verdediging
- De Orde van Militaire Plichtsvervulling